# Maomé ibne Alcair
Maomé ibne Alcair ibne Maomé ibne Cazar (Muhammad ibn al-Khayr ibn Muhammad ibn Khazar), melhor conhecido apenas como Maomé ibne Alcair,  foi emir dos magrauas de 962 até sua morte em 971 e um dos membros mais conhecidos do clã dos Banu Cazar.

## Vida

Califado Fatímida

Maomé era filho Alcair e neto de Maomé. No tempo de seu avô, costurou alianças com o califa Abderramão III (r. 912–961) e recebeu, em 955/956, o governo de Fez. No mesmo ano pediu ao califa permissão para embarcar numa guerra santa (jiade) no Alandalus e ao recebê-la, embarcou à Península e deixou Abde ibne Becre em faz como seu tenente. Em 962, quando sucedeu seu avô como emir dos magrauas, atacou os domínios do Califado Fatímida no Magrebe Central por instigação de Aláqueme II (r. 961–976), sucessor de Abderramão. Maomé conseguiu empurrar consideravelmente a influência fatímida (que à época já se estendia ao Magrebe Ocidental) para leste e ao conquistar vasta porção do Magrebe Central, criou um efêmero domínio magraua sob controle dos omíadas. 
O domínio durou um decênio, até o governador fatímida Ziri ibne Manade ser confiado pelo califa Almuiz (r. 953–975) com a missão de parar a expansão magraua. Em 971, Ziri reuniu poderoso exército para atacar os magrauas e os zenetas (aos quais os magrauas pertenciam) e num importante embate travado em 15 de fevereiro, provavelmente em Tremecém, foram derrotados. Maomé decidiu tirar a própria vida para evitar ser capturado e outros 17 emires magrauas e zenetas foram perdidos, consolidando o poderio fatímida na região. Maomé foi sucedido por seu filho Alcair.